# Dino Bonsanti
Dino Bonsanti (Livorno, 20 marzo 1923 – 24 ottobre 1997) è stato un allenatore di calcio e dirigente sportivo italiano.

## Carriera

### Allenatore
Dopo aver allenato i dilettanti del Collesalvetti nel 1960 va ad allenare le giovanili del Livorno.
Nella stagione 1961-1962 è subentrato ad Aredio Gimona sulla panchina del Livorno, in Serie C; dopo aver vinto un campionato De Martino, ha allenato la prima squadra dei toscani anche per una parte della stagione 1964-1965, in Serie B, nella quale ha sostituito Guido Mazzetti (a cui in precedenza faceva da vice) per poi venire a sua volta rimpiazzato alla guida della squadra amaranto da Carlo Parola. In seguito dopo aver lavorato per molti anni come vice ha allenato il Livorno anche nella parte finale della stagione 1971-1972, conclusasi con il 18º posto in classifica in Serie B e con la conseguente retrocessione in Serie C.
Nella stagione 1973-1974 ha allenato il Pietrasanta in Serie D, mentre l'anno successivo ha guidato il Pontedera, con cui vincendo il campionato toscano di Promozione ha ottenuto una promozione in Serie D.
Negli anni '70 ha allenato il Follonica nei campionati regionali toscani di Seconda Categoria e Prima Categoria. Successivamente ha lavorato come responsabile del settore giovanile del Livorno, di cui ha anche allenato per alcuni anni la squadra Berretti e dopo la sua morte la società toscana ha organizzato in sua memoria il Memorial Dino Bonsanti, torneo riservato alla categoria Giovanissimi.

## Palmarès

### Allenatore

#### Competizioni regionali
- Promozione: 1

Pontedera: 1974-1975